# Marija Karakaszewa
Marija Karakaszewa (ur. 27 października 1988) – bułgarska siatkarka, reprezentantka kraju, grająca na pozycji przyjmującej. Od sezonu 2019/2020 występuje w rumuńskiej drużynie Dinamo Bukareszt.

## Sukcesy klubowe
Mistrzostwo Bułgarii:
- 2007, 2008, 2010, 2011
- 2009

Puchar Bułgarii:
- 2008, 2010, 2011

Mistrzostwo Rumunii:
- 2019
- 2014, 2020
- 2016, 2021

Puchar Challenge:
- 2016

Puchar CEV:
- 2019

Puchar Rumunii:
- 2019

## Sukcesy reprezentacyjne
Liga Europejska:
- 2018
- 2013

## Nagrody indywidualne
- 2013: Najlepsza przyjmująca Liga Europejskiej
- 2018: MVP Ligi Europejskiej